# Kreutzenstein
Die Herrschaft Kreutzenstein war eine Grundherrschaft im Viertel unter dem Manhartsberg im Erzherzogtum Österreich unter der Enns, dem heutigen Niederösterreich.

## Ausdehnung
Die Herrschaft, die mit den Herrschaften Tresdorf und Praunsberg vereinigt war und welcher die Güter Harmannsdorf und Obergänserndorf angehörten, umfasste zuletzt die Ortsobrigkeit über Leobendorf, Tresdorf, Sebarn, Kleinrötz, Wollmannsberg, Höbersdorf, Niederfellabrunn und Obergänserndorf. Der Sitz der Verwaltung befand sich in Tresdorf.

## Geschichte
Der letzte Inhaber der Allodialherrschaft war Johann Graf von Wilczek, der Vater von Johann Nepomuk Graf Wilczek. Die Herrschaft wurde infolge der Reformen 1848/1849 aufgelöst.